# Acanthocalycium
Acanthocalycium är ett suckulent växtsläkte inom familjen kaktusar. 

## Beskrivning
Acanthocalycium är klotformade till något utdraget klotformade, har taggiga stammar och ganska många åsar. Areolerna sitter utspridda med en till två centimeters mellanrum och är vanligtvis gulaktiga till bruna. Det sitter 10 till 20 taggar i varje areol och dessa är raka och runda likt nålar. Taggarna är även ganska böjliga och är gula till bruna med mörka spetsar, men blir gråa med tiden. Acanthocalycium blommor är trattformade, rosa till vita och blommar på dagen. De utvecklas i centrum av stammen, är uppåtstående och blir cirka 4 centimeter höga och 4 centimeter i diameter.
Acanthocalycium består av tre arter och förekommer till största del i Argentina, men förekommer även som krukväxt.
Det vetenskapliga namnet Acantho kommer från grekiskans a’cantha som betyder tagg, och calysum från latinets ca’lyx som betyder knopp. Taggig knopp.

## Taxonomi
Från början fanns där nio arter inom släktet Acanthocalycium, då Curt Backeberg först beskrev släktet. Men innan dess ingick alla dessa arter i Echinopsis. Till en början så beslöt de flesta botaniker, och även International Cactaceae Systematics Group, att de skulle vara kvar i detta släkte (Hunt & Taylor 1986), men blev senare accepterad som ett fristående släkte (Hunt & Taylor 1990). Med hjälp av DNA blev detta mer eller mindre fastställt, men släktet ses fortfarande som "provisoriskt accepterad" (Hunt 1997).